# Liste der Straßen in Essen-Rellinghausen

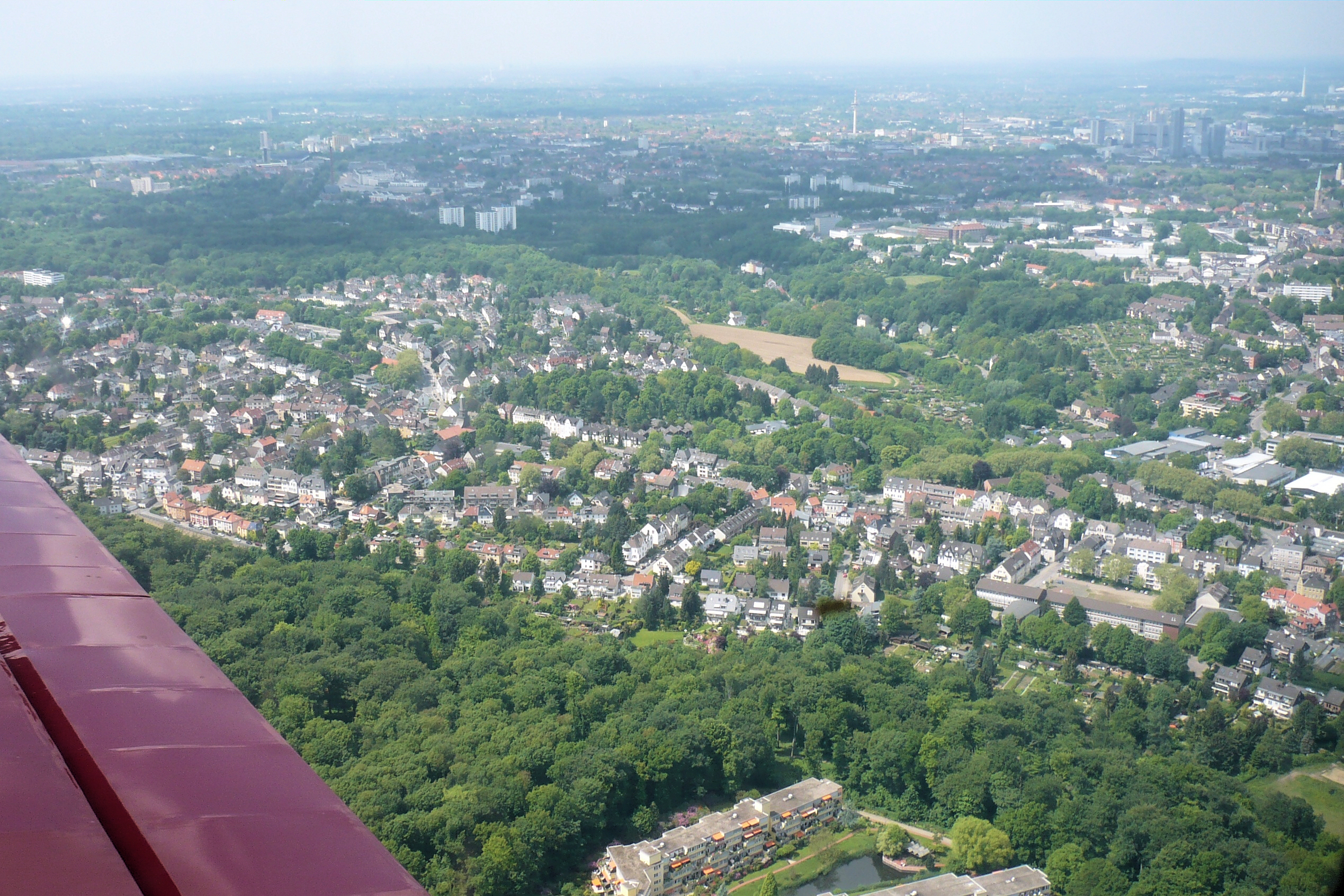
Rellinghausen

Die Liste der Straßen in Essen-Rellinghausen beschreibt das Straßensystem im Essener Stadtteil Rellinghausen mit den entsprechenden historischen Bezügen.

## Einführung und Überblick
In Essen-Rellinghausen leben heute 3519 Einwohner (30. September 2022) auf einer Fläche von 1,4 Quadratkilometern. Der Stadtteil gehört zum Postleitzahlenbezirk 45134.
Im Osten von Rellinghausen, südlich der Frankenstraße, wurde um 1910 die Zechenkolonie der Zeche Gottfried Wilhelm erbaut, in der viele Straßennamen Bezug zum Bergbau nehmen und nach Steinkohleflözen und Grubenfeldern benannt wurden.
Die Stadtteilgrenze von Rellinghausen wird von Norden her im Uhrzeigersinn wie folgt gebildet:
 die Straße St. Annental zum nördlichen Bergerhausen; die Ruhr zum östlichen Überruhr; ein Teil der Wuppertaler Straße und der Heisinger Bach zum südlichen Heisingen; vom Mattheyweg über den Pilgrimsteig und weiter durch die Wohnsiedlung nach Norden, die Frankenstraße kreuzend und die Straße Am Glockenberg zum südwestlichen Stadtteil Stadtwald.
In Rellinghausen gibt es 42 benannte Verkehrsflächen, darunter zwei Plätze.
 Davon befinden sich folgende Straßen nur teilweise im Stadtteil:
 Frankenstraße, Kantorie, Konrad-Adenauer-Brücke, Kuckucksrain, Oberstraße, Rellinghauser Straße, Renteilichtung, Riesweg, Wuppertaler Straße
Durch den Stadtteil Rellinghausen verlaufen
- die Bundesstraße  von Heisingen auf der Wuppertaler Straße nach Bergerhausen und
- die Landesstraße L 441 von Essen-Stadtwald auf der Frankenstraße nach Bergerhausen.

## Liste der Straßen
Die nachfolgende Tabelle gibt eine Übersicht über die Straßen und Wege im Stadtteil mit entsprechenden Informationen.
- Name: aktuelle Bezeichnung der Straße oder des Platzes.
- Länge/Maße in Metern:
 Die in der Übersicht enthaltenen Längenangaben sind gerundete Übersichtswerte, die in Google Earth mit dem dortigen Maßstab ermittelt wurden. Sie dienen Vergleichszwecken und werden, sofern amtliche Werte bekannt sind, ausgetauscht und gesondert gekennzeichnet.
 Bei Plätzen sind die Maße in der Form a × b angegeben.
 Der Zusatz (im Stadtteil) gibt an, dass die Länge die des Straßenabschnitts innerhalb von Huttrop ist, da die Straße in benachbarte Stadtteile weitergeführt wird.
 Der Zusatz (ohne Stichstraße) gibt bei verzweigten Straßen die Länge der „Hauptstraße“ an.
- Herleitung: Ursprung oder Bezug des Namens
- Datum der Benennung: amtliche Erstbenennung
- Anmerkungen: zusätzliche Informationen
- Bild: Foto der Straße oder eines anliegenden Objekts

| Name                     | Länge/Maße (in Metern)   | Herleitung                                                                  | Datum der Benennung | Bemerkungen | Bild                                        |
| ------------------------ | ------------------------ | --------------------------------------------------------------------------- | ------------------- | --- | ------------------------------------------- |
| Alte Eichen              | 270                      | Eichen, Botanik                                                             | 15. Jan. 1936       | Die Benennung erfolgte nach einem alten Eichenbestand an dieser Straße. Die Straße Alte Eichen verbindet in einem Bogen die Schellenbergstraße mit der Straße Kantorie. |                                             |
| Am Ardey                 | 120                      | Ausläufer des Ardeygebirges                                                 | 16. Sep. 1910       | Der nahe Schellenberger Wald bildet einen letzten Ausläufer des Ardeygebirges. Die Straße Am Ardey, die zuvor Marktstraße hieß, begrenzt den Ardeyplatz im Westen. |                                             |
| Am Glockenberg           | 490                      | Glockenturm der Rellinghauser Stiftskirche                                  | 16. Sep. 1910       | Die Straße führt vom Rellinghauser Mühlenbachtal hinauf zur Stiftskirche St. Lambertus und erhielt in Bezug auf den Glockenturm ihren Namen. Die Straße am Glockenberg, die zuvor in Teilen die Namen Glockenbergstraße, Kurzestraße, Steinstraße trug und im Süden ein nördlicher Teil der Stiftsstraße war, führt in westlicher Verlängerung der Straße St. Annental nach Süden und westlich um die Stiftskirche herum auf die Frankenstraße. Sie bildet fast im gesamten Verlauf die Stadtteilgrenze zu Stadtwald. | St. Lambertus, Am Glockenberg 31            |
| Am Schloss Schellenberg  | 260                      | Schloss Schellenberg                                                        | 18. Mai 2005        | Die Straße Am Schloss Schellenberg ist eine südliche Stichstraße der Straße Renteilichtung, westlich des Schlosses. | Schloss Schellenberg                        |
| Am Stift                 | 85                       | Stift Rellinghausen                                                         | 16. Okt. 1910       | Die Essener Äbtissin Mathilde trug zur Gründung des Rellinghauser Stifts bei. Es kam das Bedürfnis auf, ein Filialstift zum Damenstift Essen für die Töchter der Freien und Dienstmannen zu gründen, da das große Frauenstift sich nur dem Adel öffnete und andere ausschloss. Die Äbtissin Mathilde erwarb dazu den Oberhof Ruoldinghus, an dessen Stelle sie im Jahr 998 eine Kirche zu Ehren des heiligen Kreuzes und des Hl. Lambertus errichten ließ. Mit dieser wurde ein Stift verbunden, dessen Kapitel eine größere Anzahl von Kanonissen und mehrere Kleriker umfasste, ähnlich dem Essener Stift. Äbtissin Mathilde übernahm die Leitung des neugegründeten Stifts selbst. Später wurde immer eine Pröpstin aus den Essener Stiftdamen an die Spitze des Rellinghauser Stifts gewählt, die in Essen ihren Sitz hatte. Die zweite Würdenträgerin, die Dechantin, entstammte dem Kreis der Rellinghauser Kanonissen. Die Straße Am Stift, die zuvor Turmstraße hieß, verbindet die Frankenstraße mit der Oberstraße. Damit liegt sie nahe ehemaliger Rellinghauser Stiftsgebäuden. | Blücherturm, Am Stift 9                     |
| Ardeyplatz               | 70 × 50                  | Ausläufer des Ardeygebirges                                                 | 16. Sep. 1910       | Der nahe Schellenberger Wald bildet einen letzten Ausläufer des Ardeygebirges. Der Ardeyplatz, der zuvor Marktplatz hieß, liegt südlich der Frankenstraße an der Straße Am Ardey, die ihn im Westen begrenzt. |                                             |
| Ardeystraße              | 160                      | Ausläufer des Ardeygebirges                                                 | 9. Juli 1915        | Der nahe Schellenberger Wald bildet einen letzten Ausläufer des Ardeygebirges. Die Ardeystraße, die zuvor im westlichen Bereich teilweise zur Schellenbergstraße gehörte und dann kurze Zeit Unterstraße hieß, verbindet den Ardeyplatz mit der Oberstraße. | Ardeystraße 1                               |
| Eisenbahnstraße          | 190                      | Bahnstrecke Mülheim-Heißen–Altendorf (Ruhr)                                 | 16. Sep. 1910       | Die Eisenbahnstraße führt zur ehemaligen Eisenbahnstrecke von Mülheim-Heißen nach Altendorf (Ruhr), die heute Fuß- und Radweg ist. Die Eisenbahnstraße, die zuvor Bahnhofstraße hieß, verbindet die Rellinghauser Straße mit der Frankenstraße. |                                             |
| Finefraustraße           | 280                      | Finefrau, Name eines Steinkohleflözes                                       |                     | Finefrau war der Name eines Steinkohlflözes. Die ehemalige Zeche Finefrau, deren ursprüngliche Eigentümer Wilhelm Huisken, Henrich Albert und Wirich Schürmann waren, lag im Göntersiepen und ging in den Jahren 1770/71 durch Ankauf an den Stadtrentmeister Heinrich Huyssen. 1831 wurde sie mit den Zechen Henriettenglück, Adelgunde und Bänksgen zur Zeche Ludwig konsolidiert. Die Finefraustraße, die ursprünglich Carl-Funke-Straße hieß, liegt in der ehemaligen Zechenkolonie Gottfried Wilhelm und verbindet die Rübezahlstraße mit der Frankenstraße. |                                             |
| Frankenstraße            | 1210 (im Stadtteil)      | Stammesgrenze zwischen Franken und Sachsen                                  | 16. Sep. 1910       | Die Bauerschaft Rüttenscheid wurde durch die Essener Zehntgrenze, die marca Francorum et Saxonum, die Stammesgrenze der Franken und Sachsen von den Honnschaften Bredeney, Haarzopf und Fulerum geschieden. So führte die Straße nach Westen ins ehemalige Frankenland und stellte erstmals eine solche Verbindung her. Ein genauer Grenzverlauf ist nicht belegt. Nachdem die Straße bis 1910 in ihrem östlichen Verlauf in Rellinghausen und Stadtwald Steeler Straße hieß, wurde sie in ihrem westlichen Teil in Bredeney bis 1915 Rellinghauser Straße genannt. 1969 benannte die Stadt Essen die Frankenstraße nach den bedeutenden Politikern der Nachkriegsjahre in Rellinghausen in Kurt-Schumacher-Straße und im westlichen Teil in Konrad-Adenauer-Straße um. Es folgten Proteste der Bevölkerung in Form einer Unterschriftensammlung und Aktionen des Bürgerbündnisses. Nach einigen Wochen lenkte die Stadt ein und die Straße erhielt auf ganzer Länge ihren Namen Frankenstraße zurück. Die Frankenstraße führt von der Wuppertaler Straße nach Westen zum Stiftplatz und weiter durch Stadtwald, quert den Stadtwaldplatz und nach Bredeney. Sie ist Teil der Landesstraße L441. | Ehemaliges Rathaus, Frankenstraße 102       |
| Gottfried-Wilhelm-Straße | 200                      | Johann Gottfried Wilhelm Waldthausen, Betreiber der Zeche Gottfried Wilhelm | 16. Sep. 1910       | Die Gottfried-Wilhelm-Straße liegt in der ehemaligen Zechenkolonie Gottfried Wilhelm und verbindet die Mausegattstraße mit der Frankenstraße. |                                             |
| Hexentaufe               | 670                      | Hexentaufe, Stelle an der Ruhr, Volksmund                                   | um 1899             | In Rellinghausen wurden zur Zeit der Hexenverfolgung der Zauberei verdächtigte Personen einer sogenannten Wasserprobe unterzogen. Man warf sie über Kreuz an Händen und Füßen gefesselt an einer tiefen Stelle an einem Strick in die Ruhr. Unschuldig war, wer versank. Wer oben schwamm, wurde für eine Hexe oder einen Zauberer gehalten und nach einem durch Folter erreichten Geständnis verbrannt. Allein in Rellinghausen wurden zwischen 1570 und 1595 durch diese Art 42 Menschen hingerichtet. Die ursprüngliche Straße Hexentaufe lag bis 1937 unten an der Ruhr im Bereich der heutigen Wuppertaler Straße. Die heutige obere Straße Hexentaufe erhielt ihren Namen am 20. November 1937. Sie hieß dort zuvor seit 16. September 1910 Möllenbeckstraße. Heute zweigt sie nördlich der Sartoriusstraße ab, führt in einem östlichen Bogen um die ehemalige Zechenkolonie Gottfried Wilhelm herum und endet im Norden über der Ruhr als Sackgasse. |                                             |
| Hundsnockenstraße        | 120                      | Hundsnocken, Name eine Steinkohleflözes                                     | 16. Sep. 1910       | Die Zeche Hundsnocken baute in dem gleichnamigen Flöz Kohle ab. Die Hundsnockenstraße liegt in der ehemaligen Zechenkolonie Gottfried Wilhelm und verbindet die Schatzreich- mit der Rübezahlstraße. |                                             |
| Kantorie                 | 770 (im Stadtteil)       | Kantorie, Flurname                                                          | 12. Nov. 1934       | Im sogenannten Kordenbuch wird 1821 die Cantorei genannt. Dem jeweiligen Kantor oder Küster von Rellinghausen standen die Einnahmen dieses Stückes Land zu. Später wurde es gegen Schellsches Gelände am Rellinghauser Mühlenbach ausgetauscht. Die Straße Kantorie führt, aus Stadtwald kommend, in östlicher Richtung zu den Ruhrhöhen und endet nach einem nördlichen Bogen als Sackgasse. |                                             |
| Konrad-Adenauer-Brücke   | 100 (im Stadtteil)       | Konrad Adenauer, erster Bundeskanzler der Bundesrepublik Deutschland        | 17. Feb. 1982       | Die Konrad-Adenauer-Brücke verbindet Rellinghausen über die Ruhr mit Überruhr-Hinsel. |                                             |
| Kuckucksrain             | 190 (im Stadtteil)       | Name erfunden in Anlehnung der Lage der Straße                              | 18. Okt. 1921       | Die Straße Kuckucksrain führt von der Schellenbergstraße in südwestlicher Richtung weiter in Stadtwald. |                                             |
| Liafburgastraße          | 180                      | Liafburga, Name eines Steinkohleflözes                                      | 16. Sep. 1910       | Das Kohleflöz ist nach Liafburga benannt, der Mutter von Liudger, dem Gründer des Klosters Werden. Die Liafburgastraße liegt in der ehemaligen Zechenkolonie Gottfried Wilhelm und verbindet die Gottfried-Wilhelm-Straße mit der Sartoriusstraße. |                                             |
| Mattheyweg               | 120                      | Joseph Matthey, Landgeometer des Stifts Essen                               | 12. Nov. 1934       | Joseph Matthey wurde am 17. April 1763 in Wesel geboren. Er war Landgeometer des Essener Stifts und Rentmeister des Freiherrn von Schell. In dieser Eigenschaft leitete er um 1817 die Schellenberger Glashütte. Er starb am 31. Juli 1835 in Rellinghausen. Der Mattheyweg verbindet die Straße Kantorie mit der Straße Renteilichtung. |                                             |
| Mausegattstraße          | 190                      | Mausegatt, Name eines Steinkohlenflözes                                     | 16. Sep. 1910       | Die Mausegattstraße liegt in der ehemaligen Zechenkolonie Gottfried Wilhelm und verbindet die Nottekampstraße mit der Silberbankstraße. |                                             |
| Mentorstraße             | 120                      | Mentor, Name eines Steinkohlenflözes                                        | 16. Sep. 1910       | Die Mentorstraße liegt in der ehemaligen Zechenkolonie Gottfried Wilhelm und verbindet die Rübezahlstraße mit der Schatzreichstraße. |                                             |
| Nebenbankstraße          | 150                      | Nebenbank, Name eines Steinkohlenflözes                                     | 16. Sep. 1910       | Die Nebenbankstraße liegt in der ehemaligen Zechenkolonie Gottfried Wilhelm und verbindet in einem nördlichen Winkel die Sartoriusstraße mit der Liafburgastraße. Ursprünglich verband sie letztere mit der Frankenstraße, erhielt aber am 2. Februar 1959 ihren heutigen Verlauf. |                                             |
| Nottekampstraße          | 220                      | Nottekamp, Name eines Steinkohlenflözes                                     | 16. Sep. 1910       | Das Flöz Nottekamp ist identisch mit dem Flöz Sonnenschein; siehe auch Zeche Nottekampsbank. Die Nottekampstraße liegt in der ehemaligen Zechenkolonie Gottfried Wilhelm verbindet die Rübezahlstraße mit der Frankenstraße. |                                             |
| Oberhofstraße            | 200                      | Oberhof Kirchfeld des Stifts Rellinghausen                                  | 4. Feb. 1903        | Zeitweise gehörten bis zu 40 Höfe zum Oberhof Kirchfeld. Im 10. Jahrhundert wurde auf den zum Hof gehörenden Ländereien ein Filialkonvent (Propstei) gegründet. Hieraus entwickelte sich das Dorf und Stift Rellinghausen. Nach dem Pachtbuch des Stifts Werden aus den Jahren 1589–90 hatte Johan upm Kerckfeldt als Pächter Zinsen für Kerckfeltz gudt zu zahlen. Der ganze Bauer Kirchfeld wird 1795 erwähnt und der Hof als Pachtgut sowie das Capitel Rellinghausen als Grundeigentümer bezeichnet. Am 5. März 1810 war Johann Kirchfeld letzter Gewinnträger. In der Mutterrolle von 1866 wird Arnold Kirchfeld als Eigentümer und Ackerer zu Rellinghausen genannt. Die Oberhofstraße ist eine westliche Stichstraße der Straße St. Annental. | Ev. Kirche Rellinghausen, Oberstraße 65     |
| Oberstraße               | 300 (im Stadtteil)       | Lage im oberen Teil Rellinghausens                                          | 4. Feb. 1903        | Einst gab es in Rellinghausen eine Unterstraße, heute Ardeystraße, die im oberen Teil Oberstraße genannt und am 16. September 1910 im weiteren Verlauf in Stadtwald verlängert wurde. Der heutige Verlauf der Oberstraße beginnt an der Straße Am Ardey und endet in westlicher Richtung im Nachbarstadtteil Stadtwald. |                                             |
| Pilgrimsteig             | 450                      | Pilgrim von der Leiten, Erbdrost des Stifts Essen                           | 17. Sep. 1924       | Pilgrim von der Leiten war von 1413 bis 1440 Erbdrost des Stifts Essen und wohnte auf Schloss Schellenberg. Die von der Leiten oder von Leytene waren ein altessendisches Ministerialengeschlecht, das vermutlich vom Haus Leite bei Kray abstammte. Leithe heißt dort heute ein Essener Stadtteil. Der Pilgrimsteig verbindet die Straße Renteilichtung mit der Schellenbergstraße und bildet auf ganzer Länge die Grenze zu Stadtwald. | Pilgrimsteig 51                             |
| Rauensiepenstraße        | 100                      | Rauensiepen, Name eines Steinkohleflözes                                    | 16. Sep. 1910       | Das Flöz Rauensiepen gehörte zur Zeche Gottfried Wilhelm. 1773 erfolgte die Belehnung mit dem Flöz, das identisch mit dem Flöz Wolfsdelle und Tutenbank ist. Die Rauensiepenstraße liegt in der ehemaligen Zechenkolonie Gottfried Wilhelm und verbindet die Rübezahlstraße mit der Straße Hexentaufe. |                                             |
| Rellinghauser Straße     | 400 (im Stadtteil)       | Rellinghausen als ehemalige Bürgermeisterei                                 | 16. Sep. 1910       | Die Straße erinnert an die einstige Bürgermeisterei Rellinghausen. Von 1815 bis 1875 gehörte Rellinghausen zur Bürgermeisterei Steele. 1876 wurde die Landbürgermeisterei Rellinghausen aus Rellinghausen, Bergerhausen und Heide gebildet. 1884 kam Rüttenscheid als ehemaliger Teil von Stoppenberg zur Landbürgermeisterei Rellinghausen, schied aber im Jahr 1900 wieder aus dieser aus. 1910 wurde Rellinghausen durch Eingemeindung ein Stadtteil von Essen. Die Rellinghauser Straße zweigt nördlich der Frankenstraße ab und führt weiter durch die Stadtteile Bergerhausen, Huttrop, Rüttenscheid und Südviertel. Das heutige Teilstück von der Frankenstraße bis zum Linksknick zur Eisenbahnstraße war zuvor Teil der Straße Am Glockenberg. | Stiepelturm, Rellinghauser Straße           |
| Renteilichtung           | 360 (im Stadtteil)       | Lichtung nahe dem Renteigebäude                                             | 12. Nov. 1934       | Im Schellenberger Wald bildet die Straße eine Lichtung und führt am Renteigebäude des Freiherrn von Vittinghoff (gen. Schell) vorbei. Die Straße Renteilichtung zweigt westlich der Schellenberstraße ab und führt ab dem Abzweig des Mattheywegs weiter nach Stadtwald. |                                             |
| Riesweg                  | 130 (im Stadtteil)       | Riesweg, Forstgrundstück                                                    | 4. Feb. 1903        | Die ursprüngliche Schreibweise war Reisweg. Aus dem Jahr 1827 stammt folgende Bekanntmachung: Am Sonnabend, dem 15. Sept. d. J. vormittags um 10:00 Uhr, soll zu Essen im Geschäftslokale des Rentamtes der in der Gemarkung Heide, Bürgermeisterei Steele, gelegene 31 Morgen, 31 Ruthen, 70 Fuß große domaniale Forstort, der Reisweg genannt, vor dem königlichen Rentmeister Herrn Keller öffentlich, und zwar alternative: a) zum freien Ankauf, b) zum Verkauf mit Vorbehalt einer Rente ausgestellt werden. Der Riesweg zweigt südlich der Oberstraße ab und führt in westlicher Richtung weiter nach Stadtwald. | Riesweg                                     |
| Rübezahlstraße           | 450                      | Rübezahl, Name eines Grubenfelds                                            | 16. Sep. 1910       | Ein Grubenfeld der Zeche Gottfried Wilhelm wurde nach der Sagengestalt Rübezahl benannt. Dieses Grubenfeld ist für die Straße namensgebend. Die Rübezahlstraße liegt in der ehemaligen Zechenkolonie Gottfried Wilhelm und verbindet die Frankenstraße mit der Sartoriusstraße. | Ehemalige Rübezahlschule, Rübezahlstraße 33 |
| Sartoriusstraße          | 880                      | Joseph Sartorius, Bürgermeister der Bürgermeisterei Rellinghausen           | 27. Feb. 1928       | Joseph Sartorius war der erste und einzige Bürgermeister der 1876 gebildeten Bürgermeisterei Rellinghausen, die 1910 zur Stadt Essen eingemeindet wurde. Die Sartoriusstraße, die ursprünglich Heisinger Straße hieß, zweigt südlich der Frankenstraße ab und trifft nach südöstlichem Verlauf im Ruhrtal auf die Wuppertaler Straße. | Sartoriusstraße 95                          |
| Schatzreichstraße        | 240                      | Schatzreich, Name eines Steinkohleflözes                                    | 16. Sep. 1910       | Es gab im ehemaligen Werdenschen Bergrevier ein Bergwerk mit dem Namen Schatzreich und Justitia. Dieses bildete, im Norden an Zeche Gottfried Wilhelm an Zeche Sutansbank anstoßend, eines der wertvollsten, noch disponiblen und unberührt gebliebenen Felder an der Ruhr. 1901 folgte die Teilung des Bergwerks, wobei Schatzreich an Zeche Pörtingsiepen ging, die damals mehrheitlich zu Gottfried Wilhelm gehörte. Justitia fiel an die Rheinischen Anthracit-Kohlenwerke. Die Schatzreichstraße liegt in der ehemaligen Zechenkolonie Gottfried Wilhelm, zweigt von der Straße Hexentaufe südlich ab und führt in dieser Richtung wieder auf diese zurück. |                                             |
| Schellenbergstraße       | 1070 (ohne Stichstraßen) | Schloss Schellenberg, ehemaliger Rittersitz                                 | 9. Juli 1915        | Die Schellenbergstraße, die zuvor Schloßstraße hieß, zweigt von der Ardeystraße ab und verläuft in südöstlicher Richtung bis ins Ruhrtal, wo sie auf die Wuppertaler Straße trifft. | Schloss Schellenberg                        |
| Schnabelstraße           | 470 (ohne Stichstraßen)  | Zeche Schnabel ins Osten                                                    | 15. Apr. 1969       | Die Schnabelstraße ist eine östliche Stichstraße der Rellinghauser Straße und erschließt heute ein Gewerbegebiet. |                                             |
| Silberbankstraße         | 330                      | Silberbank, Name eines Steinkohleflözes                                     | 16. Sep. 1910       | Die Zeche Silberbank im heutigen Stadtteil Fischlaken baute unter anderem das Flöz Silberbank ab. Die Silberbankstraße liegt in der ehemaligen Zechenkolonie Gottfried Wilhelm und verbindet die Liafburgastraße mit der Schatzreichstraße. |                                             |
| St. Annental             | 1030                     | St.-Anna-Kapelle                                                            | 18. Sep. 1926       | Die Straße St. Annental, die zuvor Kapellenstraße hieß, war ab 1910 Teil der heute westlich nach Bergerhausen weiterführenden Straße Im Walpurgistal, damals Walpurgisstraße. Die Straße St. Annental führt von der Rellinghauser Straße nach Osten, wo sie auf die Frankenstraße trifft. Sie bildet dabei, ausgenommen von etwa 30 Metern bis zur Frankenstraße, die Stadtteilgrenze zu Bergerhausen. | St.-Anna-Kapelle                            |
| Stiftplatz               | 70 × 35                  | Stift Rellinghausen                                                         |                     | Die Essener Äbtissin Mathilde trug zur Gründung des Rellinghauser Stifts bei. Es kam das Bedürfnis auf, ein Filialstift zum Damenstift Essen für die Töchter der Freien und Dienstmannen zu gründen, da das große Frauenstift sich nur dem Adel öffnete und andere ausschloss. Die Äbtissin Mathilde erwarb dazu den Oberhof Ruoldinghus, an dessen Stelle sie im Jahr 998 eine Kirche zu Ehren des heiligen Kreuzes und des Hl. Lambertus errichten ließ. Mit dieser wurde ein Stift verbunden, dessen Kapitel eine größere Anzahl von Kanonissen und mehrere Kleriker umfasste, ähnlich dem Essener Stift. Äbtissin Mathilde übernahm die Leitung des neugegründeten Stifts selbst. Später wurde immer eine Pröpstin aus den Essener Stiftdamen an die Spitze des Rellinghauser Stifts gewählt, die in Essen ihren Sitz hatte. Die zweite Würdenträgerin, die Dechantin, entstammte dem Kreis der Rellinghauser Kanonissen. Der Stiftplatz, der zuvor Kaiserplatz hieß, liegt nördlich an der Frankenstraße. Hier befanden sich die Stiftsgebäude von Rellinghausen. | Stiftplatz                                  |
| Viereichenhöhe           | 200                      | Eichen, Botanik                                                             | 15. Jan. 1936       | Die Benennung erfolgte nach vier damals gesetzlich geschützten Eichen an dieser Straße auf der Anhöhe über der Ruhr. Die Straße Viereichenhöhe führt in einem Bogen von der Straße Alte Eichen wieder auf diese zurück. |                                             |
| Wehrstraße               | 110                      | Freiwillige Feuerwehr                                                       | 4. Feb. 1903        | Die Freiwillige Feuerwehr Rellinghausen wurde bereits am 8. August 1908 im Lokal Franzen gegründet. 1904 wurden auf einem Grundstück der Gemeinde an der Wehrstraße aus Überschüssen der Sparkasse ein eiserner Steigerturm samt selbsttätiger Schlauchwäsche und ein Feuerwehrhaus errichtet. Die Wehrstraße verbindet den Riesweg mit der Straße Kuckucksrain. | Wehrstraße                                  |
| Weneswaldstraße          | 80                       | Weneswald, Name eines Steinkohlflözes                                       | 16. Sep. 1910       | Der Name Weneswald wird für ein großes Waldgebiet an der Ruhr im Jahr 837 erstmals urkundlich erwähnt. Liudger gründete sein Kloster in Werethina (Werden) oder Diapenbeei, einem Ort im Weneswald an der unteren Ruhr. Die Weneswaldstraße liegt in der ehemaligen Zechenkolonie Gottfried Wilhelm und verbindet die Schatzreichstraße mit der Straße Hexentaufe. |                                             |
| Wippenbeckhang           | 120                      | Wippenbecke, Gewässer                                                       | 20. Nov. 1937       | Die Straße Wippenbeckhang erhielt ihren Namen aufgrund der Lage am Hang des Baches Wippenbecke. Die heutige Straße Wippenbeckhang ist nach Erschließung zur Wohnbebauung seit 5. März 1980 an dieser Stelle eine südliche Stichstraße der Sartoriusstraße. Der ursprüngliche Straßenzug befand sich etwa hundert Meter westlich an der Sartoriusstraße und hieß zuvor Kutscherweg. |                                             |
| Wuppertaler Straße       | 1480 (im Stadtteil)      | Verläuft Richtung Wuppertal                                                 | 20. Nov. 1937       | Die Wuppertaler Straße, die im Rellinghauser Bereich ab etwa 1899 bis zu ihrem Ausbau 1937 Hexentaufe hieß, verläuft aus Bergerhausen kommend entlang der rechten Ruhrseite weiter nach Heisingen. Sie ist Teil der Bundesstraße 227. |                                             |

## Liste ehemaliger Straßennamen
Die Liste ehemaliger Straßennamen erhebt keinen Anspruch auf Vollständigkeit.
| Name              | von           | bis           | umbenannt in (aktuell) | Herleitung                                                 | Bemerkungen |
| ----------------- | ------------- | ------------- | ---------------------- | ---------------------------------------------------------- | --- |
| Bahnhofstraße     | 4. Feb. 1903  | 16. Sep. 1910 | → Eisenbahnstraße      | Ehemaliger Bahnhof Rellinghausen                           | Die Bahnhofstraße führte zum ehemaligen Bahnhof Rellinghausen, der zwischen 1879 und 1965 bestand, obwohl der Personenverkehr der Bahnstrecke bereits 1959 eingestellt wurde. Der Bahnhof wurde abgerissen und an dieser Stelle später der heutige Discounter errichtet. Ein alter Prellbock mit Gedenktafel erinnert dort an den Bahnhof. Die Bahntrasse ist heute Fuß- und Radweg. |
| Carl-Funke-Straße |               | 16. Sep. 1910 | → Finefraustraße       | Carl Funke, Industrieller, Stadtverordneter                | |
| Glockenbergstraße | 4. Feb. 1903  | 16. Sep. 1910 | → Am Glockenberg       |                                                            | Ein Teil der heutigen Straße Am Glockenberg hieß zuvor Glockenbergstraße. Die anderen Teile hießen Kurzestraße, Steinstraße und Stiftsstraße. |
| Heisinger Straße  |               | 4. Feb. 1928  | → Sartoriusstraße      | Straße nach Heisingen                                      | |
| Kaiserplatz       | 4. Feb. 1903  | 16. Sep. 1910 | → Stiftplatz           |                                                            | |
| Kapellenstraße    | 4. Feb. 1903  | 16. Sep. 1910 | → St. Annental         | St.-Anna-Kapelle                                           | Die Kapellenstraße wurde 1910 Teil der Walpurgisstraße, die weiter nach Bergerhausen führte. 1926 wurde der Abschnitt, der die Grenze zu Rellinghausen bildet, in St. Annental umbenannt. |
| Kurzestraße       | 4. Feb. 1903  | 16. Sep. 1910 | → Am Glockenberg       |                                                            | Ein Teil der heutigen Straße Am Glockenberg hieß zuvor Kurzestraße. Die anderen Teile hießen Glockenbergstraße, Steinstraße und Stiftsstraße. |
| Kutscherweg       | 4. Feb. 1903  | 20. Nov. 1937 | → Wippenbeckhang       |                                                            | |
| Marktplatz        | 4. Feb. 1903  | 16. Sep. 1910 | → Ardeyplatz           |                                                            | |
| Marktstraße       | 4. Feb. 1903  | 16. Sep. 1910 | → Am Ardey             |                                                            | |
| Möllenbeckstraße  | 16. Sep. 1910 | 27. Nov. 1937 | → Hexentaufe           |                                                            | |
| Schloßstraße      | 4. Feb. 1903  | 9. Juli 1915  | → Schellenbergstraße   | Schloss Schellenberg, ehemaliger Rittersitz                | |
| Steeler Straße    | 4. Feb. 1903  | 16. Sep. 1910 | → Frankenstraße        | Ehemalige Bürgermeisterei Steele                           | |
| Steinstraße       | 4. Feb. 1903  | 16. Sep. 1910 | → Am Glockenberg       |                                                            | Ein Teil der heutigen Straße Am Glockenberg hieß zuvor Steinstraße. Die anderen Teile hießen Kurzestraße, Glockenbergstraße und Stiftsstraße. |
| Stiftsstraße      | 4. Feb. 1903  | 16. Sep. 1910 | → Am Glockenberg       | Stift Rellinghausen                                        | Ein Teil der heutigen Straße Am Glockenberg hieß zuvor Stiftsstraße. Die anderen Teile hießen Kurzestraße, Glockenbergstraße und Steinstraße. |
| Turmstraße        | 4. Feb. 1904  | 16. Okt. 1910 | → Am Stift             | Lage am Blücherturm, Gerichtsturm des Stifts Rellinghausen | |
| Unterstraße       | 16. Sep. 1910 | 9. Juli 1915  | → Ardeystraße          | Lage im unteren Teil Rellinghausens                        | |
| Walpurgisstraße   | 16. Sep. 1910 | 18. Sep. 1926 | → St. Annental         | Walburga oder Walpurgis, weiblicher Vorname                | Die Benennung nach einem Vornamen erfolgte durch einen Rüttenscheider Beschluss von 1895. Die ursprüngliche Kapellenstraße wurde 1910 Teil der Walpurgisstraße, die weiter nach Bergerhausen führte. 1926 wurde der Abschnitt, der die Grenze zu Rellinghausen bildet, in St. Annental umbenannt.                                                                                    |